# PITX3
PITX3 (англ. Paired like homeodomain 3) – білок, який кодується однойменним геном, розташованим у людей на короткому плечі 10-ї хромосоми. Довжина поліпептидного ланцюга білка становить 302 амінокислот, а молекулярна маса — 31 832.
| 10         |  | 20         |  | 30         |  | 40         |  | 50         |
| ---------- |  | ---------- |  | ---------- |  | ---------- |  | ---------- |
| MEFGLLSEAE |  | ARSPALSLSD |  | AGTPHPQLPE |  | HGCKGQEHSD |  | SEKASASLPG |
| GSPEDGSLKK |  | KQRRQRTHFT |  | SQQLQELEAT |  | FQRNRYPDMS |  | TREEIAVWTN |
| LTEARVRVWF |  | KNRRAKWRKR |  | ERSQQAELCK |  | GSFAAPLGGL |  | VPPYEEVYPG |
| YSYGNWPPKA |  | LAPPLAAKTF |  | PFAFNSVNVG |  | PLASQPVFSP |  | PSSIAASMVP |
| SAAAAPGTVP |  | GPGALQGLGG |  | GPPGLAPAAV |  | SSGAVSCPYA |  | SAAAAAAAAA |
| SSPYVYRDPC |  | NSSLASLRLK |  | AKQHASFSYP |  | AVHGPPPAAN |  | LSPCQYAVER |
| PV         |  |            |  |            |  |            |  |            |

A: Аланін

C: Цистеїн

D: Аспарагінова кислота

E: Глутамінова кислота

F: Фенілаланін

G: Гліцин

H: Гістидин

I: Ізолейцин

K: Лізин

L: Лейцин

M: Метіонін

N: Аспарагін

P: Пролін

Q: Глутамін

R: Аргінін

S: Серин

T: Треонін

V: Валін

W: Триптофан

Кодований геном білок за функціями належить до активаторів, білків розвитку, фосфопротеїнів. 
Задіяний у таких біологічних процесах, як транскрипція, регуляція транскрипції. 
Білок має сайт для зв'язування з ДНК. 
Локалізований у ядрі.